# Gaga de Ilhéus
Solange Damasceno Santana (Ilhéus, 8 de fevereiro de 1961), mais conhecida como Gaga de Ilhéus ou Gaguinha de Ilhéus, é uma atriz e humorista brasileira. Tornou-se um meme na década de 2000, sendo indicada ao MTV Video Music Brasil.

## Biografia
Solange nasceu na cidade de Ilhéus, no sul da Bahia. Ficou conhecida pela primeira vez em 2004, após participar de um programa de rádio em Ilhéus. No programa, fazia reclamações dos problemas de sua cidade, e os argumentos e a gagueira de Solange chamaram a atenção. O vídeo foi parar no YouTube e Solange virou uma celebridade instantânea na época, o que a fez participar de diversos programas de televisão e fazer parte do elenco do extinto Show do Tom, na TV Record. Segundo ela, seu pai, tio e avô eram gagos.
Em 2007, Solange tornou-se destaque novamente após aparecer reclamando da situação das ruas de seu bairro em um jornal local. No ano seguinte, o vídeo viralizou na internet e ela chegou a ser indicada no MTV Video Music Brasil 2008 na categoria Web Hit. Em 2008, foi convidada para o Pânico na TV. Posteriormente, participou de vários programas de televisão. Além de Show do Tom e Pânico na TV, participou de Hebe, Márcia, Programa do Ratinho, Pânico na Band, Domingo Legal, Hora do Faro, entre outros, e concedeu várias entrevistas para rádios, jornais e revistas. Em 2010, se candidatou ao cargo de deputada estadual.
Em 2019, Solange disse no programa Hora do Faro que estava passando por uma crise financeira. Ela disse que fazia pequenas apresentações em circos e ganhava cerca de 800 reais por mês. Em setembro de 2022, lançou "A Dança da Gaguinha", música em parceria com o empresário e compositor Tom Lopes, e participou do The Noite com Danilo Gentili para divulgar a canção. Em abril de 2023, passou por harmonização facial. Atualmente reside em Aracaju.

## Filmografia

### Televisão
| Ano       | Título                       | Cargo                     | Notas                          |
| --------- | ---------------------------- | ------------------------- | ------------------------------ |
| 2021      | Eliana                       | Ela mesma                 | Quadro: "Pegadinha do Bem"     |
| 2019      | Hora do Faro                 | Ela mesma                 | [ 9 ] [ 10 ]                   |
| 2019      | Topíssima                    | Dona Solange              | [ 11 ]                         |
| 2017–2018 | The Noite com Danilo Gentili | Ela mesma                 | Quadro: "Osasco Connection"    |
| 2017      | Domingo Legal                | Jurada                    | Quadro: "Arquibancada do Riso" |
| 2017–2019 | Multi Tom                    | Deputada Gaga / Lady Gaga | [ 14 ] [ 15 ]                  |
| 2016–2018 | Programa do Ratinho          | Ela mesma                 | Quadro: "Jornal Rational"      |
| 2015–2017 | Pânico na Band               | Vários personagens        | [ 17 ]                         |
| 2014      | Hoje em Dia                  | Ela mesma                 | Episódio: "13 de maio"         |
| 2008–2011 | Show do Tom                  | Vários personagens        | [ 18 ]                         |
| 2008      | Hebe                         | Repórter                  | Episódio: "6 de outubro"       |
| 2008      | Pânico na TV                 | Ela mesma                 |                                |
| 2007      | Custe o Que Custar           | Ela mesma                 | [ 19 ]                         |
| 2007      | Márcia                       | Ela mesma                 | [ 19 ]                         |

## Prêmios e indicações
| Ano  | Categoria | Trabalho       | Resultado | Ref.          |
| ---- | --------- | -------------- | --------- | ------------- |
| 2008 | Web Hit   | Gaga de Ilhéus | Indicado  | [ 20 ] [ 21 ] |